# Interimssprache
Der Ausdruck Interimssprache (oder Interimsprache) ist die deutsche Entsprechung für den englischen Ausdruck interlanguage, der 1972 von Larry Selinker eingeführt wurde.
Darunter sind Sprachstufen eines Lerners zu verstehen, die noch nicht einer muttersprachlichen oder muttersprachnahen Kompetenz entsprechen. Dabei versuchen Lerner durch beständige Prüfung von Hypothesen, sich der Zielsprache immer mehr anzunähern. Die verschiedenen Interimsstufen erklären sich vor allem durch interlinguale Interferenzen (Einfluss seitens der Muttersprache) und intralinguale Interferenzen (Übergeneralisierung einer Regel). Das Phänomen der Interimssprache spielt in der Fehlerlinguistik eine wichtige Rolle.
Die Interimssprache gilt als ein eigenes Sprachsystem, welches sowohl Merkmale von Mutter- und Zweitsprache, aber darüber hinaus auch noch ganz eigene Merkmale aufweist, welche weder in der Mutter- noch in der Zweitsprache auftreten.
Als charakteristisch für die Interimssprache gelten in der Linguistik die folgenden Merkmale:
- Systematizität
- transitorischer, instabiler Charakter
- Eigenständigkeit gegenüber Grund- und Zweitsprache
- Variabilität
- Durchlässigkeit
- Veränderbarkeit, etwa durch planvolles Lernen und Kommunizieren

Selinker (1972) benennt folgende psycholinguistischen Prozesse, die sich auf die Herausbildung einer Interlanguage auswirken können:
- Transfer aus anderen Sprachen
- Transfer aus der Lernumgebung
- Lernstrategien
- Kommunikationsstrategien
- Übergeneralisierungen